# آندره سانتوس (بازیکن فوتبال)
آندره سانتوس (انگلیسی: André Santos؛ زادهٔ ۲ مارس ۱۹۸۹) بازیکن فوتبال اهل پرتغال است که در پست هافبک دفاعی برای اولیویرنسه بازی می‌کند.
وی همچنین در تیم‌های ملی فوتبال زیر ۱۸ سال پرتغال، زیر ۱۹ سال پرتغال، زیر ۲۱ سال پرتغال، زیر ۲۳ سال پرتغال، و پرتغال بازی کرده‌است.